# Słobódka (Dawidkowce)
Słobódka (ukr. Слобідка) – dawniej samodzielna wieś na Ukrainie w rejonie czortkowskim należącym do obwodu tarnopolskiego. Obecnie znajduje się w granicach wsi Dawidkowce, stanowiąc jej północną część.

## Historia
Słobódka to dawniej samodzielna wieś, która w połowie XIX w. stanowiła odrębną w gminę jednostkową w Bezirk Czortków Królestwa Galicji i Lodomerii (191 mieszkańców w 1854 roku). Następnie zniesiona i włączona do Dawidkowiec.
W międzywojniu w II RP (vide gmina Kolędziany). Po II wojnie światowej włączone w struktury ZSRR.